# Смела
Смела е град в Черкаска област, Украйна. Градът има най-големият железопътен възел в региона – станция на Тарас Шевченко. В Смела се намира река Тясмин. Основан е през 1542 г., а получава статут на град през 1793 г.
Има градски телевизионен канал „Смила-ТВ“, който се излъчва по кабелната мрежа на града. Има и телевизионно студио „Тясмин“, което подготвя новини за града, които излизат на регионалния телевизионен канал „Рось“.
Намира се в часова зона UTC+2.

## История

### Легендата
Името на Смила е известно от първата половина на 17 век. Името на града е свързано с легендата, която е написана от граф Л. Бобрински: "Някакво момиче държало войници през недостъпно блато в задната част на врага. Те победиха много врагове в кървава битка, но момичето не беше спасено. Воините погребаха героинята над Тясмин и я нарекоха „Смела“, а град Тясмин са нарекли Смела в нейната чест.

#### Градът в собственост на рода на граф Бобрински
През 1827 г. е завършено изграждането на църквата, което продължи 9 години.
През 1838 графиня Бобринска София Александровна построи завод за захар в Смила.
През 1845 г. има 8 хил. жители, 755 къщи, 60 магазина, една механа, захарни заводи, 3 тухли и 2 дестилерии, 2 кожени фабрики, 10 мелници.
През 1876 г. през града минава железопътната линия на Фастов-Знаменка, е открита станцията Бобринска.
През 1889 г. има 18 големи предприятия, в които работят 1130 работници. Работи заводът за производство на керосин за улично осветление.
В началото на 20 век в Смела имало 20 000 жители, 23 фабрики, 13 катедрали, църкви и молитвени домове, 10 училища, 3 ресторанта, 81 търговци.
През 1917 г. освен големите заводи за захар и рафинерии имало няколко малки предприятия: През 1917 г. освен големите заводи за захар и рафинерии имало няколко малки предприятия:механични работилници, 6 кожени завода, пивоварна, фабрика за сапун, фабрика за свещи, валяк, маслодайен завод. 67 магазина и кетъринга. Една четвърт от всички улици – павирани.
В Смела има музей на местната история, създаден на 25 декември 1967 година.